# バトル・オーシャン 海上決戦
『バトル・オーシャン 海上決戦』（バトルオーシャン かいじょうけっせん、原題：명량、漢字：鳴梁）は、2014年公開の韓国映画。

## 概要
韓国で'聖雄'として尊敬されるイ・スンシン（李舜臣）が指揮した、丁酉倭乱（慶長の役）における鳴梁海戦を描く。韓国で興行収入・観客動員数ほか歴代新記録を次々に樹立した。観客動員数は1760万人を突破し、韓国国内での歴代観客動員数1位（2023年現在）。
李舜臣の言葉「今臣戦船尚有十二」は、上映以前の韓国の大衆にはまだ広く知れ渡っていた訳ではなかったが、この映画を通じて認知度が上がり、後の2020年東京オリンピック韓国代表による政治的意図を持った横断幕の設置を招いたとされる。
日本では劇場未公開で、2015年8月12日にDVDが発売された（オリジナルの128分ではなく110分の短縮版）。
2022年には同じくキム・ハンミン監督によるイ・スンシン（李舜臣）を主人公として閑山島海戦を描いた映画『ハンサン -龍の出現-』が公開されている。さらに2023年にはキム・ハンミン監督によるイ・スンシン（李舜臣）を主人公として露梁海戦を描いた歴史大作3部作の最終作『ノリャン -死の海-』が公開された。

## キャスト
※括弧内は日本語吹替
- イ・スンシン（李舜臣）将軍：チェ・ミンシク（磯部勉）
- 来島通総：リュ・スンリョン（菅生隆之）
- 脇坂安治：チョ・ジヌン（天田益男）
- イ・フェ（李薈）（朝鮮語版）：クォン・ユル（朝鮮語版）（保志総一朗）
- イム・ジュンヨン：チン・グ（中村悠一）
- チョン氏：イ・ジョンヒョン
- 藤堂高虎：キム・ミョンゴン（朝鮮語版）（野島昭生）
- 波多親：ノ・ミヌ
- キム・チュンゴル：キム・テフン（朝鮮語版）
- ジュンサ（俊沙）（朝鮮語版）：大谷亮平
- ペ・スボン：パク・ボゴム（梶裕貴）

## スタッフ
- 監督：キム・ハンミン（朝鮮語版）
- 脚本：キム・ハンミン、チョン・チョルホン
- 撮影・音楽：キム・テソン
- 美術：チャン・チュンソプ

## 受賞歴
- 第51回大鐘賞 - 最優秀作品賞、主演男優賞（チェ・ミンシク）、企画賞（キム・ハンミン）、技術賞（特殊効果：ユン・デウォン）
- 第35回青龍映画賞 - 監督賞（キム・ハンミン）、韓国映画最多観客賞
- 第51回百想芸術大賞 - 大賞（チェ・ミンシク）
- 第20回春史大賞映画祭 - 技術賞（キム・ハンミン）
- 第34回韓国映画評論家協会賞 - 主演男優賞（チェ・ミンシク）、美術賞（チャン・チュンソプ）
- 第23回釜日映画賞 - 最優秀作品賞、美術賞（チャン・チュンソプ）、撮影賞（キム・テソン）
- 第6回今年の映画賞 - 主演男優賞（チェ・ミンシク）
- 2014 スターの夜授賞式 - 誇らしい映画賞、監督賞（キム・ハンミン）